# Mistrzostwa Świata Juniorów w Hokeju na Lodzie 2014/I Dywizja
Mistrzostwa Świata Juniorów w Hokeju na Lodzie I dywizji 2014 odbywają się w dwóch państwach: w Polsce (Sanok) oraz w Wielkiej Brytanii (Dumfries). Zawody rozgrywane są w dniach 15–21 grudnia (turniej grupy A) oraz 9–15 grudnia (turniej grupy B).
W mistrzostwach drugiej dywizji uczestniczy 12 zespołów, które zostały podzielone na dwie grupy po 6 zespołów. Rozgrywają one mecze systemem każdy z każdym. Pierwsza oraz druga drużyna turnieju grupy A awansują do mistrzostw świata elity w 2015 roku, ostatni zespół grupy A w 2014 roku zagra w grupie B, zastępując zwycięzcę turnieju grupy B. Najsłabsza drużyna grupy B spadnie do drugiej dywizji.
Hale, w których odbywają się zawody to:
- Arena Sanok (Sanok)
- Dumfries Ice Bowl (Dumfries)

## Grupa A
Wyniki
| 15 grudnia 2013 | Słowenia | 3:7 | Białoruś | Arena Sanok, Sanok |

| Szczegóły      | Szczegóły                                                      | Szczegóły       | Szczegóły | Szczegóły                                       |
| -------------- | -------------------------------------------------------------- | --------------- | --- | ----------------------------------------------- |
| Godzina: 13:00 | N. Pem (EQ) 19:03 L. Petelin (PP) 35:43 M. Potocnik (PP) 55:21 | (1:3, 1:1, 1:3) | 11:42 (EQ) J. Woronau 14:55 (EQ) I. Wariwonczik 19:14 (EQ) J. Woronau 34:25 (EQ) D. Żelnierowski 42:25 (EQ) A. Kireczka 54:51 (SH) A. Haurus 55:43 (EQ) A. Haurus | Widzów: 100 Sędzia główny: Christopher Pitoscia |
| Godzina: 13:00 | 6 min. kar                                                     |                 | 22 min. kar | Widzów: 100 Sędzia główny: Christopher Pitoscia |

| 15 grudnia 2013 | Austria | 1:3 | Dania | Arena Sanok, Sanok |

| Szczegóły      | Szczegóły             | Szczegóły       | Szczegóły                                                             | Szczegóły                                  |
| -------------- | --------------------- | --------------- | --------------------------------------------------------------------- | ------------------------------------------ |
| Godzina: 16:30 | M. Richter (EQ) 41:18 | (0:0, 0:2, 1:1) | 22:26 (EQ) O. Bjorkstrand 25:55 (EQ) M. Nielsen 58:51 (EQ) M. Asperup | Widzów: 300 Sędzia główny: Vladimir Pesina |
| Godzina: 16:30 | 14 min. kar           |                 | 20 min. kar                                                           | Widzów: 300 Sędzia główny: Vladimir Pesina |

| 15 grudnia 2013 | Polska | 0:5 | Łotwa | Arena Sanok, Sanok |

| Szczegóły      | Szczegóły   | Szczegóły       | Szczegóły | Szczegóły                                 |
| -------------- | ----------- | --------------- | --- | ----------------------------------------- |
| Godzina: 20:00 |             | (0:1, 0:1, 0:3) | 12:37 (EQ) R. Lipsbergs 29:27 (PP) R. Lipsbergs 44:26 (PP) R. Ābols 59:04 (PP) G. Golovkovs 59:54 (EQ) R. Ābols | Widzów: 1200 Sędzia główny: Daniel Gamper |
| Godzina: 20:00 | 14 min. kar |                 | 16 min. kar | Widzów: 1200 Sędzia główny: Daniel Gamper |

| 16 grudnia 2013 | Białoruś | 4:1 | Austria | Arena Sanok, Sanok |

| Szczegóły      | Szczegóły                                                                                       | Szczegóły       | Szczegóły           | Szczegóły                                   |
| -------------- | ----------------------------------------------------------------------------------------------- | --------------- | ------------------- | ------------------------------------------- |
| Godzina: 13:00 | A. Karakułka (EQ) 34:47 D. Ambrażejczyk (EQ) 49:33 I. Rybczik (EQ) 55:27 J. Lisawiec (EQ) 57:54 | (0:0, 1:1, 3:0) | 36:26 (EQ) A. Cijan | Widzów: 200 Sędzia główny: Jimmy Bergamelli |
| Godzina: 13:00 | 14 min. kar                                                                                     |                 | 14 min. kar         | Widzów: 200 Sędzia główny: Jimmy Bergamelli |

| 16 grudnia 2013 | Łotwa | 10:0 | Słowenia | Arena Sanok, Sanok |

| Szczegóły      | Szczegóły | Szczegóły       | Szczegóły   | Szczegóły                                  |
| -------------- | --- | --------------- | ----------- | ------------------------------------------ |
| Godzina: 16:30 | H. Egle (EQ) 10:42 E. Kulda (EQ) 13:19 R. Rosinskis (PP) 17:05 Ņ. Jevpalovs (EQ) 23:29 B. Birzītis (EQ) 25:38 R. Lipsbergs (PP) 34:06 L. Mazurs-Mago (EQ) 37:31 Ņ. Jevpalovs (EQ) 41:01 R. Ābols (PP) 46:27 R. Maslovskis (PP) 48:05 | (3:0, 4:0, 3:0) |             | Widzów: 150 Sędzia główny: Vladimir Pesina |
| Godzina: 16:30 | 8 min. kar |                 | 14 min. kar | Widzów: 150 Sędzia główny: Vladimir Pesina |

| 16 grudnia 2013 | Dania | 4:2 | Polska | Arena Sanok, Sanok |

| Szczegóły      | Szczegóły                                                                                 | Szczegóły       | Szczegóły                                       | Szczegóły                                       |
| -------------- | ----------------------------------------------------------------------------------------- | --------------- | ----------------------------------------------- | ----------------------------------------------- |
| Godzina: 20:00 | N. Ehlers (PP) 08:35 C. Frederiksen (PP) 12:00 M. Asperup (PP) 17:19 N. Ehlers (EQ) 23:43 | (3:0, 1:0, 0:2) | 44:40 (EQ) F. Wielkiewicz 45:01 (PP) B. Fraszko | Widzów: 700 Sędzia główny: Christopher Pitoscia |
| Godzina: 20:00 | 20 min. kar                                                                               |                 | 36 min. kar                                     | Widzów: 700 Sędzia główny: Christopher Pitoscia |

| 18 grudnia 2013 | Łotwa | 3:0 | Austria | Arena Sanok, Sanok |

| Szczegóły      | Szczegóły                                                               | Szczegóły       | Szczegóły   | Szczegóły                                       |
| -------------- | ----------------------------------------------------------------------- | --------------- | ----------- | ----------------------------------------------- |
| Godzina: 13:00 | R. Lipsbergs (PP) 24:08 R. Lipsbergs (EQ) 27:22 G. Golovkovs (PP) 36:52 | (0:0, 3:0, 0:0) |             | Widzów: 130 Sędzia główny: Christopher Pitoscia |
| Godzina: 13:00 | 22 min. kar                                                             |                 | 28 min. kar | Widzów: 130 Sędzia główny: Christopher Pitoscia |

| 18 grudnia 2013 | Białoruś | 4:5 | Dania | Arena Sanok, Sanok |

| Szczegóły      | Szczegóły                                                                                      | Szczegóły       | Szczegóły | Szczegóły                                |
| -------------- | ---------------------------------------------------------------------------------------------- | --------------- | --- | ---------------------------------------- |
| Godzina: 16:30 | A. Kohalau (PP) 12:47 A. Karakułka (PP) 47:19 D. Ambrażejczyk (EQ) 50:50 J. Woronau (EQ) 59:59 | (1:3, 0:1, 3:1) | 04:42 (PP) O. Bjorkstrand 14:24 (EQ) M. Nielsen 18:46 (EQ) M. Aagaard 28:53 (PP) M. Aagaard 46:13 (EQ) M. Asperup | Widzów: 150 Sędzia główny: Daniel Gamper |
| Godzina: 16:30 | 43 min. kar                                                                                    |                 | 30 min. kar | Widzów: 150 Sędzia główny: Daniel Gamper |

| 18 grudnia 2013 | Polska | 2:3 pk. | Słowenia | Arena Sanok, Sanok |

| Szczegóły      | Szczegóły                                       | Szczegóły                 | Szczegóły                                                         | Szczegóły                                   |
| -------------- | ----------------------------------------------- | ------------------------- | ----------------------------------------------------------------- | ------------------------------------------- |
| Godzina: 20:00 | B. Fraszko (EQ) 03:07 F. Wielkiewicz (PP) 29:15 | (1:0, 1:1, 0:1, 0:0, 0:1) | 30:34 (EQ) J. Podrekar 47:03 (EQ) Ž. Jezovšek 65:00 (SO) K. Drozg | Widzów: 600 Sędzia główny: Jimmy Bergamelli |
| Godzina: 20:00 | 10 min. kar                                     |                           | 10 min. kar                                                       | Widzów: 600 Sędzia główny: Jimmy Bergamelli |

| 19 grudnia 2013 | Dania | 4:1 | Łotwa | Arena Sanok, Sanok |

| Szczegóły      | Szczegóły                                                                                  | Szczegóły       | Szczegóły               | Szczegóły                                   |
| -------------- | ------------------------------------------------------------------------------------------ | --------------- | ----------------------- | ------------------------------------------- |
| Godzina: 13:00 | M. Eller (EQ) 12:22 N. Ehlers (EQ) 37:03 S. Hertzberg (EQ) 55:06 O. Bjorkstrand (EN) 59:59 | (1:0, 1:0, 2:1) | 44:22 (EQ) R. Lipsbergs | Widzów: 350 Sędzia główny: Jimmy Bergamelli |
| Godzina: 13:00 | 6 min. kar                                                                                 |                 | 8 min. kar              | Widzów: 350 Sędzia główny: Jimmy Bergamelli |

| 19 grudnia 2013 | Słowenia | 3:5 | Austria | Arena Sanok, Sanok |

| Szczegóły      | Szczegóły                                                          | Szczegóły       | Szczegóły                                                                                                   | Szczegóły                                |
| -------------- | ------------------------------------------------------------------ | --------------- | --- | ---------------------------------------- |
| Godzina: 16:30 | L. Petelin (PP) 09:45 Ž. Jezovšek(PP) 17:37 J. Podrekar (EQ) 31:05 | (2:3, 1:1, 0:1) | 05:52 (EQ) B. Wolf 08:35 (PP) A. Wukovits 11:54 (EQ) S. Fellinger 35:58 (EQ) P. Peter 40:41 (EQ) M. Richter | Widzów: 100 Sędzia główny: Daniel Gamper |
| Godzina: 16:30 | 10 min. kar                                                        |                 | 43 min. kar                                                                                                 | Widzów: 100 Sędzia główny: Daniel Gamper |

| 19 grudnia 2013 | Białoruś | 5:1 | Polska | Arena Sanok, Sanok |

| Szczegóły      | Szczegóły | Szczegóły       | Szczegóły                 | Szczegóły                                  |
| -------------- | --- | --------------- | ------------------------- | ------------------------------------------ |
| Godzina: 20:00 | A. Jackiewicz (EQ) 01:06 A. Haurus (EQ) 10:57 W. Kaszkar (EQ) 43:02 W. Kaszkar (PP) 46:00 I. Wariwonczik (EQ) 46:27 | (2:0, 0:0, 3:1) | 53:40 (PP) F. Wielkiewicz | Widzów: 200 Sędzia główny: Vladimir Pesina |
| Godzina: 20:00 | 14 min. kar |                 | 10 min. kar               | Widzów: 200 Sędzia główny: Vladimir Pesina |

| 21 grudnia 2013 | Dania | 4:2 | Słowenia | Arena Sanok, Sanok |

| Szczegóły      | Szczegóły                                                                                     | Szczegóły       | Szczegóły                             | Szczegóły                                  |
| -------------- | --------------------------------------------------------------------------------------------- | --------------- | ------------------------------------- | ------------------------------------------ |
| Godzina: 13:00 | S. Hertzberg (PP) 11:49 M. Aagaard (EQ) 48:44 M. Asperup (PP) 51:22 O. Bjorkstrand (EQ) 53:39 | (1:0, 0:0, 3:2) | 53:04 (EQ) N. Pem 54:05 (PP) K. Cepon | Widzów: 100 Sędzia główny: Vladimir Pesina |
| Godzina: 13:00 | 24 min. kar                                                                                   |                 | 8 min. kar                            | Widzów: 100 Sędzia główny: Vladimir Pesina |

| 21 grudnia 2013 | Łotwa | 4:3 | Białoruś | Arena Sanok, Sanok |

| Szczegóły      | Szczegóły                                                                             | Szczegóły       | Szczegóły                                                           | Szczegóły                                |
| -------------- | ------------------------------------------------------------------------------------- | --------------- | ------------------------------------------------------------------- | ---------------------------------------- |
| Godzina: 16:30 | J. Jaks (EQ) 19:07 Ņ. Jevpalovs (PP) 32:17 J. Jaks (PP) 40:59 Ņ. Jevpalovs (PP) 58:46 | (1:3, 1:0, 2:0) | 02:44 (EQ) A. Haurus 04:59 (SH) I. Wariwonczik 11:49 (PP) A. Haurus | Widzów: 200 Sędzia główny: Daniel Gamper |
| Godzina: 16:30 | 16 min. kar                                                                           |                 | 39 min. kar                                                         | Widzów: 200 Sędzia główny: Daniel Gamper |

| 21 grudnia 2013 | Austria | 3:1 | Polska | Arena Sanok, Sanok |

| Szczegóły      | Szczegóły                                                      | Szczegóły       | Szczegóły            | Szczegóły                                   |
| -------------- | -------------------------------------------------------------- | --------------- | -------------------- | ------------------------------------------- |
| Godzina: 20:00 | P. Cirtek (EQ) 07:17 M. Huber (PP) 13:49 P. Kreuzer (EQ) 42:49 | (2:0, 0:0, 1:1) | 51:02 (EQ) P. Wronka | Widzów: 800 Sędzia główny: Jimmy Bergamelli |
| Godzina: 20:00 | 30 min. kar                                                    |                 | 12 min. kar          | Widzów: 800 Sędzia główny: Jimmy Bergamelli |

Tabela
| Lp. | Zespół   | M | Z | Zd | Pd | P | G+ | G- | +/− | Pkt |
| --- | -------- | - | - | -- | -- | - | -- | -- | --- | --- |
| 1.  | Dania    | 5 | 5 | 0  | 0  | 0 | 20 | 10 | +10 | 15  |
| 2.  | Łotwa    | 5 | 4 | 0  | 0  | 1 | 23 | 7  | +16 | 12  |
| 3.  | Białoruś | 5 | 3 | 0  | 0  | 2 | 23 | 14 | +9  | 9   |
| 4.  | Austria  | 5 | 2 | 0  | 0  | 3 | 10 | 14 | -4  | 6   |
| 5.  | Słowenia | 5 | 0 | 1  | 0  | 3 | 11 | 28 | -17 | 2   |
| 6.  | Polska   | 5 | 0 | 0  | 1  | 4 | 6  | 20 | -14 | 1   |

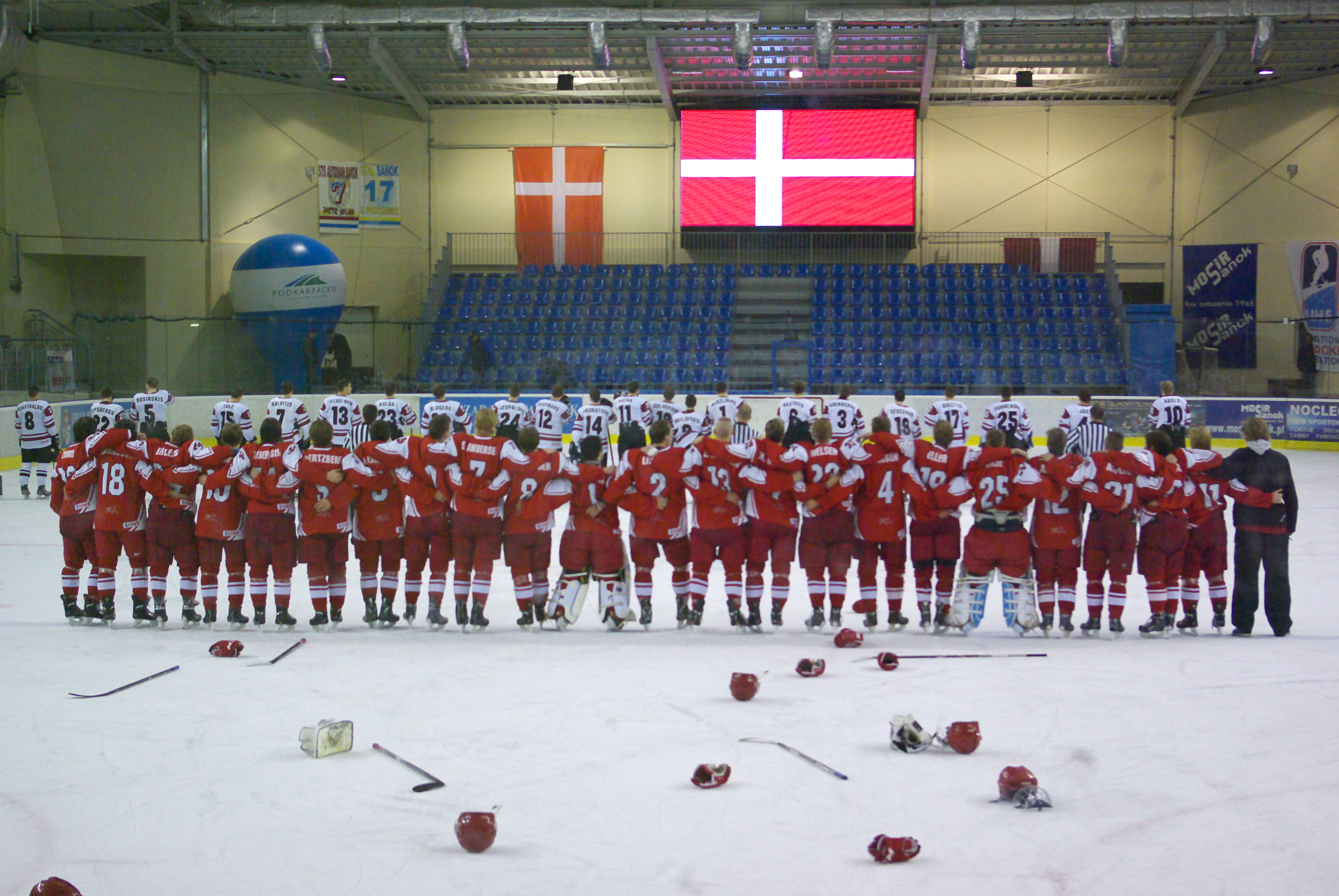
Reprezentacja Danii po meczu z Łotwą

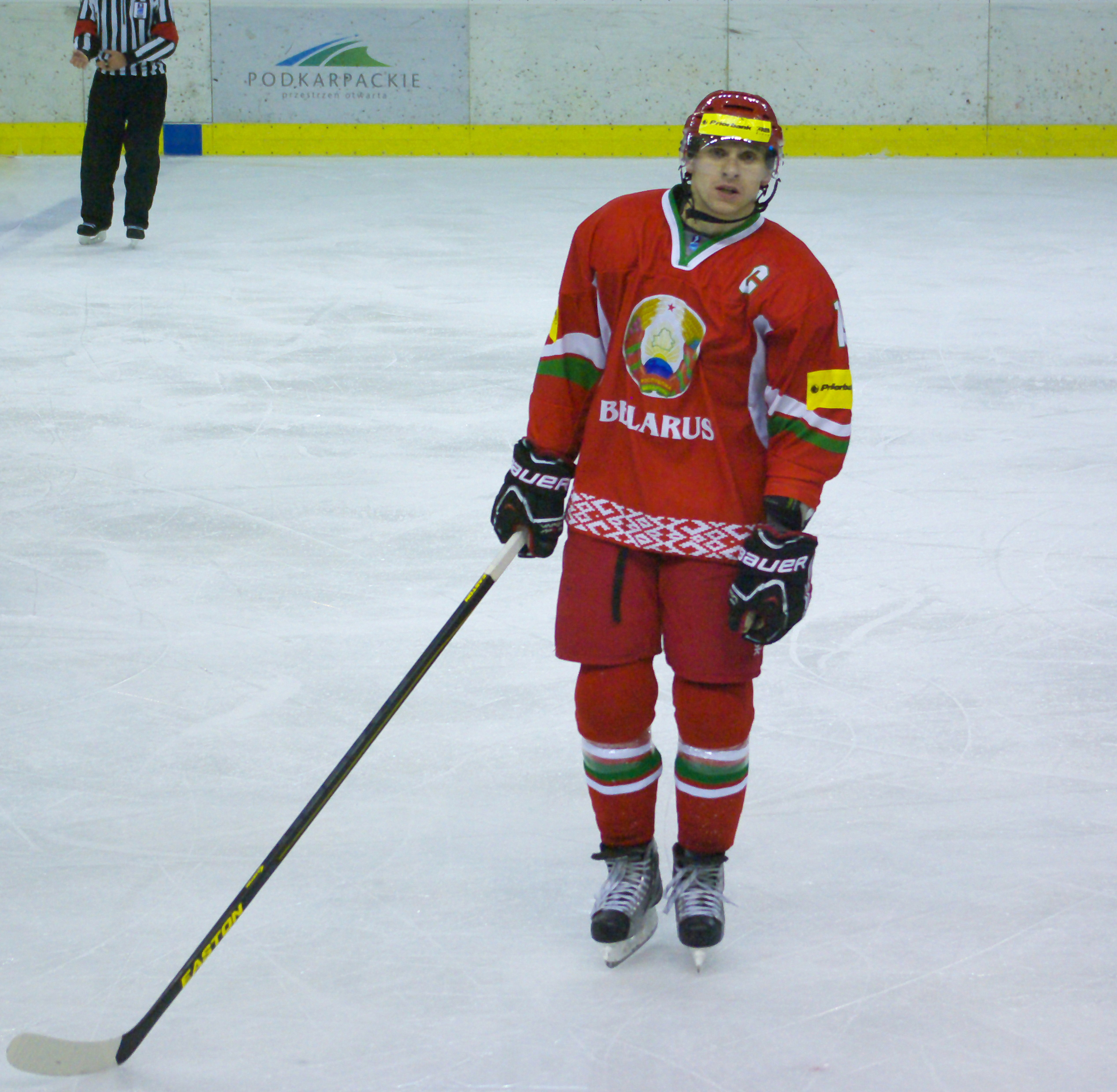
Białorusin Artur Haurus – najskuteczniejszy zawodnik turnieju

    = awans do elity, grupy A     = pozostanie w I dywizji, grupy B     = spadek do II dywizji, grupy A
Statystyki indywidualne
- Klasyfikacja strzelców:  Roberts Lipsbergs – 6 goli[1]
- Klasyfikacja asystentów:  Dzmitryj Ambrażejczyk,  Artur Haurus,  Edgars Kulda – 6 asyst[2]
- Klasyfikacja kanadyjska:  Artur Haurus – 11 punktów
- Klasyfikacja +/−:  Raman Dostanko – +7[3]
- Klasyfikacja skuteczności interwencji bramkarzy:  Ivars Punnenovs – 98,31%[4]
- Klasyfikacja średniej goli straconych na mecz bramkarzy:  Ivars Punnenovs – 0,35

Nagrody indywidualne
Dyrektoriat turnieju wybrał trójkę najlepszych zawodników na każdej pozycji:
- Bramkarz:  David Kickert
- Obrońca:  Janis Jaks
- Napastnik:  Oliver Bjorkstrand

## Grupa B
Wyniki
| 9 grudnia 2013 | Ukraina | 2:7 | Kazachstan | Dumfries Ice Bowl, Dumfries |

| Szczegóły      | Szczegóły                                     | Szczegóły       | Szczegóły | Szczegóły                                                                                                 |
| -------------- | --------------------------------------------- | --------------- | --- | --- |
| Godzina: 14:00 | W. Kucewicz (EQ) 14:15 W. Zacharow (EQ) 26:15 | (1:4, 1:0, 0:3) | 08:47 (EQ) S. Koszelew 12:36 (EQ) I. Kinstler 18:42 (PP) N. Michajlis 19:52 (EQ) M. Ibrajbiekow 53:57 (PP) N. Michajlis 56:14 (EQ) I. Kinstler 59:34 (EQ) N. Michajlis | Widzów: 480 Sędzia główny: Brett Sheva Gergely Kincses Sędziowie liniowi: Maksims Bogdanovs Andrew Dalton |
| Godzina: 14:00 | 8 min. kar                                    |                 | 2 min. kar | Widzów: 480 Sędzia główny: Brett Sheva Gergely Kincses Sędziowie liniowi: Maksims Bogdanovs Andrew Dalton |

| 9 grudnia 2013 | Japonia | 3:4 | Francja | Dumfries Ice Bowl, Dumfries |

| Szczegóły      | Szczegóły                                                  | Szczegóły       | Szczegóły                                                                                    | Szczegóły |
| -------------- | ---------------------------------------------------------- | --------------- | -------------------------------------------------------------------------------------------- | --- |
| Godzina: 17:30 | K. Suzuki (PP) 12:23 S. Kudo (EQ) 28:08 Y. Aoki (PP) 34:23 | (1:1, 2:1, 0:2) | 02:37 (PP) F. Douay 38:01 (PP) R. Carpentier 40:51 (EQ) J. Saint Andre 59:01 (EQ) J. Laplace | Widzów: 212 Sędzia główny: Stefan Funselius Gergely Kincses Sędziowie liniowi: Morten Agertoft Scott Dalgleish |
| Godzina: 17:30 | 26 min. kar                                                |                 | 8 min. kar                                                                                   | Widzów: 212 Sędzia główny: Stefan Funselius Gergely Kincses Sędziowie liniowi: Morten Agertoft Scott Dalgleish |

| 9 grudnia 2013 | Wielka Brytania | 3:4 | Włochy | Dumfries Ice Bowl, Dumfries |

| Szczegóły      | Szczegóły                                                           | Szczegóły            | Szczegóły                                                                                 | Szczegóły                                                                                              |
| -------------- | ------------------------------------------------------------------- | -------------------- | ----------------------------------------------------------------------------------------- | --- |
| Godzina: 21:00 | B. Chamberlain (EQ) 14:33 S. Mackie (PP) 17:03 J. Cownie (PP) 32:19 | (2:0, 1:2, 0:1, 0:1) | 23:16 (EQ) J. Ramoser 27:09 (EQ) R. Lacedelli 59.28 (PP) J. Ramoser 61:11 (EQ) J. Ramoser | Widzów: 475 Sędzia główny: Daniel Wirth Brett Sheva Sędziowie liniowi: Wasili Kaliada Nathan Vanoosten |
| Godzina: 21:00 | 8 min. kar                                                          |                      | 12 min. kar                                                                               | Widzów: 475 Sędzia główny: Daniel Wirth Brett Sheva Sędziowie liniowi: Wasili Kaliada Nathan Vanoosten |

| 10 grudnia 2013 | Włochy | 4:3 | Japonia | Dumfries Ice Bowl, Dumfries |

| Szczegóły      | Szczegóły                                                                                            | Szczegóły       | Szczegóły                                                       | Szczegóły                                                                                     |
| -------------- | --- | --------------- | --------------------------------------------------------------- | --------------------------------------------------------------------------------------------- |
| Godzina: 14:00 | S. Vinatzer (P. Morini) (PP) 09:06 T. Terzago (EQ) 24:05 J. Pavlu (EQ) 29:03 M. Marchetti (SH) 42:12 | (1:2, 2:1, 1:0) | 11:13 (EQ) Y. Hikosaka 12:21 (EQ) Y. Miura 23:37 (EQ) K. Suzuki | Widzów: 445 Sędzia główny: Gergely Kincses Sędziowie liniowi: Scott Dalgleish Wasilij Kaliada |
| Godzina: 14:00 | 4 min.                                                                                               |                 | 12 min.                                                         | Widzów: 445 Sędzia główny: Gergely Kincses Sędziowie liniowi: Scott Dalgleish Wasilij Kaliada |

| 10 grudnia 2013 | Francja | 2:0 | Ukraina | Dumfries Ice Bowl, Dumfries |

| Szczegóły      | Szczegóły                                | Szczegóły       | Szczegóły | Szczegóły                                                                                  |
| -------------- | ---------------------------------------- | --------------- | --------- | ------------------------------------------------------------------------------------------ |
| Godzina: 17:30 | M. Bouvet (PP) 13:20 F. Douay (EQ) 47:20 | (1:0, 0:0, 1:0) |           | Widzów: 190 Sędzia główny: Daniel Wirth Sędziowie liniowi: Andrew Dalton Nathan Van Oosten |
| Godzina: 17:30 | 14 min.                                  |                 | 16 min.   | Widzów: 190 Sędzia główny: Daniel Wirth Sędziowie liniowi: Andrew Dalton Nathan Van Oosten |

| 10 grudnia 2013 | Kazachstan | 6:1 | Wielka Brytania | Dumfries Ice Bowl, Dumfries |

| Szczegóły      | Szczegóły | Szczegóły       | Szczegóły            | Szczegóły                                                                               |
| -------------- | --- | --------------- | -------------------- | --------------------------------------------------------------------------------------- |
| Godzina: 21:00 | J. Siergienko (PP2) 11:18 K. Sawicki (EQ) 24:21 J. Siergienko (PP) 30:59 K. Sawicki (PP) 39:24 A. Szestakow (PP) 46:52 N. Kabijew (PP) 59:29 | (1:0, 3:1, 2:0) | 26:47 (EQ) J. Cownie | Widzów: 525 Sędzia główny: Brett Sheva Sędziowie liniowi: Morten Agertoft Damir Rakovic |
| Godzina: 21:00 | 14 min. kar |                 | 22 min. kar          | Widzów: 525 Sędzia główny: Brett Sheva Sędziowie liniowi: Morten Agertoft Damir Rakovic |

| 12 grudnia 2013 | Japonia | 2:3 | Ukraina | Dumfries Ice Bowl, Dumfries |

| Szczegóły      | Szczegóły                                      | Szczegóły       | Szczegóły                                                          | Szczegóły                                                                                    |
| -------------- | ---------------------------------------------- | --------------- | ------------------------------------------------------------------ | -------------------------------------------------------------------------------------------- |
| Godzina: 14:00 | J. Hashimoto (PP) 55:46 K. Kawamura (PP) 59:40 | (0:2, 0:1, 2:0) | 03:07 (EQ) W. Lalka 18:17 (EQ) J. Petranhowski 29:27 (EQ) W. Lalka | Widzów: 580 Sędzia główny: Daniel Wirth Sędziowie liniowi: Morten Agertoft Nathan Van Oosten |
| Godzina: 14:00 | 12 min.                                        |                 | 8 min.                                                             | Widzów: 580 Sędzia główny: Daniel Wirth Sędziowie liniowi: Morten Agertoft Nathan Van Oosten |

| 12 grudnia 2013 | Kazachstan | 3:4 | Włochy | Dumfries Ice Bowl, Dumfries |

| Szczegóły      | Szczegóły                                                                | Szczegóły       | Szczegóły                                                                          | Szczegóły                                  |
| -------------- | ------------------------------------------------------------------------ | --------------- | ---------------------------------------------------------------------------------- | ------------------------------------------ |
| Godzina: 17:30 | J. Siergienko (EQ) 16:23 J. Siergienko (PP) 43:33 D. Fisienko (EQ) 55:21 | (1:0, 0:1, 2:3) | 29:40 (EQ) O. Schenk 40:59 (EQ) G. Morini 46:51 (PP) O. Schenk 52:21 (EQ) A. Alber | Widzów: 330 Sędzia główny: Gergely Kincses |
| Godzina: 17:30 | 31 min.                                                                  |                 | 43 min.                                                                            | Widzów: 330 Sędzia główny: Gergely Kincses |

| 12 grudnia 2013 | Francja | 4:5 pk. | Wielka Brytania | Dumfries Ice Bowl, Dumfries |

| Szczegóły      | Szczegóły                                                        | Szczegóły                 | Szczegóły                                                                                                   | Szczegóły                                   |
| -------------- | ---------------------------------------------------------------- | ------------------------- | --- | ------------------------------------------- |
| Godzina: 21:00 | J. Perret (EQ) 02:49 J. Laplace (EQ) 33:44 G. Leclerc (PP) 51:18 | (1:2, 1:0, 2:2, 0:0, 0:1) | 02:13 (EQ) L. Stewart 15:59 (EQ) O. Betteridge 51:54 (EQ) R. Venus 57:37 (EQ) L. Morris 65:00 (SO) R. Venus | Widzów: 580 Sędzia główny: Stefan Fonselius |
| Godzina: 21:00 | 8 min.                                                           |                           | 6 min. | Widzów: 580 Sędzia główny: Stefan Fonselius |

| 14 grudnia 2013 | Włochy | 4:3 pd. | Francja | Dumfries Ice Bowl, Dumfries |

| Szczegóły      | Szczegóły                                                                               | Szczegóły            | Szczegóły                                                                       | Szczegóły                              |
| -------------- | --------------------------------------------------------------------------------------- | -------------------- | ------------------------------------------------------------------------------- | -------------------------------------- |
| Godzina: 14:00 | M. Marchetti (EQ) 21:30 T. Terzago (EQ) 31:26 G. Morini (PP) 55:20 G. Morini (EQ) 61:02 | (0:0, 2:2, 1:1, 1:0) | 26:43 (EQ) C. di Dio Balsamo 31:09 (PP) G. Leclerc 49:33 (SH) C. di Dio Balsamo | Widzów: 230 Sędzia główny: Brett Sheva |
| Godzina: 14:00 | 10 min.                                                                                 |                      | 8 min.                                                                          | Widzów: 230 Sędzia główny: Brett Sheva |

| 14 grudnia 2013 | Kazachstan | 8:7 | Japonia | Dumfries Ice Bowl, Dumfries |

| Szczegóły      | Szczegóły | Szczegóły       | Szczegóły | Szczegóły                                   |
| -------------- | --- | --------------- | --- | ------------------------------------------- |
| Godzina: 17:30 | A. Szestakow (EQ) 03:35 N. Michajlis (EQ) 21:08 S. Koszelew (PP) 35:04 J. Siergienko (EQ)39:07 N. Michajlis (EQ) 44:55 N. Michajlis (EQ) 51:04 J. Siergienko (PP) 55:17 S. Koszelew (SH, EN) (EQ) 59:09 | (1:1, 3:5, 4:1) | 08:50 (PP) K. Suzuki 20:22 (EQ) S. Hitosato 25:21 (PP) Y. Hikosaka 33:28 (PP) S. Hitosato 35:57 (EQ) S. Kudo 37:32 (PP) K. Kido 59:31 (EQ) R. Matsumoto | Widzów: 245 Sędzia główny: Stefan Fonselius |
| Godzina: 17:30 | 28 min. |                 | 16 min. | Widzów: 245 Sędzia główny: Stefan Fonselius |

| 14 grudnia 2013 | Ukraina | 4:0 | Wielka Brytania | Dumfries Ice Bowl, Dumfries |

| Szczegóły      | Szczegóły                                                                                       | Szczegóły       | Szczegóły   | Szczegóły                                  |
| -------------- | ----------------------------------------------------------------------------------------------- | --------------- | ----------- | ------------------------------------------ |
| Godzina: 21:00 | M. Martyszko (EQ) 10:28 W. Zacharow (EQ) 36:08 W. Czerdak (EQ) 42:21 J. Petranhowski (EQ) 49:29 | (1:0, 1:0, 2:0) |             | Widzów: 610 Sędzia główny: Gergely Kincses |
| Godzina: 21:00 | 4 min. kar                                                                                      |                 | 14 min. kar | Widzów: 610 Sędzia główny: Gergely Kincses |

| 15 grudnia 2013 | Francja | 2:4 | Kazachstan | Dumfries Ice Bowl, Dumfries |

| Szczegóły      | Szczegóły                                | Szczegóły       | Szczegóły                                                                                  | Szczegóły                              |
| -------------- | ---------------------------------------- | --------------- | ------------------------------------------------------------------------------------------ | -------------------------------------- |
| Godzina: 14:00 | J. Perret (PP) 00:57 F. Douay (EQ) 21:47 | (1:1, 1:2, 0:1) | 13:36 (EQ) D. Grienc 26:51 (SH) K. Sawicki 34:13 (EQ) J. Siergienko 52:39 (EQ) I. Kinstler | Widzów: 250 Sędzia główny: Brett Sheva |
| Godzina: 14:00 | 26 min. kar                              |                 | 45 min. kar                                                                                | Widzów: 250 Sędzia główny: Brett Sheva |

| 15 grudnia 2013 | Włochy | 4:2 | Ukraina | Dumfries Ice Bowl, Dumfries |

| Szczegóły      | Szczegóły                                                                                 | Szczegóły       | Szczegóły                                       | Szczegóły                                  |
| -------------- | ----------------------------------------------------------------------------------------- | --------------- | ----------------------------------------------- | ------------------------------------------ |
| Godzina: 17:30 | G. Morini (EQ) 06:28 P. Hochkofler (PP) 35:59 J. Ramoser (EQ) 38:07 T. Terzago (EQ) 43:18 | (1:1, 2:1, 1:0) | 10:17 (PP) W. Sirczenko 29:28 (EQ) I. Pidhurski | Widzów: 234 Sędzia główny: Gergely Kincses |
| Godzina: 17:30 | 6 min. kar                                                                                |                 | 6 min. kar                                      | Widzów: 234 Sędzia główny: Gergely Kincses |

| 15 grudnia 2013 | Wielka Brytania | 4:2 | Japonia | Dumfries Ice Bowl, Dumfries |

| Szczegóły      | Szczegóły                                                                               | Szczegóły       | Szczegóły                                 | Szczegóły   |
| -------------- | --------------------------------------------------------------------------------------- | --------------- | ----------------------------------------- | ----------- |
| Godzina: 21:00 | F. Taylor (EQ) 13:29 B. Chamberlain (EQ) 31:22 L. Hook (EQ) 35:04 L. Stewart (EN) 59:55 | (1:0, 2:2, 1:0) | 25:05 (EQ) K. Suzuki 25:51 (EQ) R. Kaneko | Widzów: 530 |
| Godzina: 21:00 | 8 min. kar                                                                              |                 | 6 min. kar                                | Widzów: 530 |

Tabela
| Lp. | Zespół          | M | Z | Zd | Pd | P | G+ | G- | +/− | Pkt |
| --- | --------------- | - | - | -- | -- | - | -- | -- | --- | --- |
| 1.  | Włochy          | 5 | 3 | 2  | 0  | 0 | 20 | 14 | +6  | 13  |
| 2.  | Kazachstan      | 5 | 4 | 0  | 0  | 1 | 28 | 16 | +12 | 12  |
| 3.  | Francja         | 5 | 2 | 0  | 2  | 1 | 15 | 16 | -1  | 8   |
| 4.  | Ukraina         | 5 | 2 | 0  | 0  | 3 | 11 | 15 | -4  | 6   |
| 5.  | Wielka Brytania | 5 | 1 | 1  | 1  | 2 | 13 | 20 | -7  | 6   |
| 6.  | Japonia         | 5 | 0 | 0  | 0  | 5 | 17 | 23 | -6  | 0   |

    = awans do I dywizji, grupy A     = pozostanie w I dywizji, grupy B     = spadek do II dywizji, grupy A
Statystyki indywidualne
- Klasyfikacja strzelców:  Jurij Siergienko – 7 goli
- Klasyfikacja asystentów:  Kiriłł Sawicki – 7 asyst
- Klasyfikacja kanadyjska:  Nikita Michajlis – 11 punktów
- Klasyfikacja +/−:  Nikita Michajlis – +7
- Klasyfikacja skuteczności interwencji bramkarzy:  Martin Rasbanser – 91,54%
- Klasyfikacja średniej goli straconych na mecz bramkarzy:  Eduard Zacharczenko – 2,36

Nagrody indywidualne
Dyrektoriat turnieju wybrał trójkę najlepszych zawodników na każdej pozycji:
- Najlepszy bramkarz:  Martin Rasbanser
- Najlepszy obrońca:  Jurij Siergienko
- Najlepszy napastnik:  Kiriłł Sawicki